# Побит камък (област Кюстендил)
Вижте пояснителната страница за други значения на Побит камък.
Побит камък е село в Западна България. То се намира в община Трекляно, област Кюстендил.

## Име
Името си селото носи от високия камък, забит в местността „Рамнище“, който служел като пътна маркировка.

### Преименуване
Селото се е наричало Побиен камик до месец януари 1966 година, когато влиза в сила решение на Народното събрание за преименуване на селото в Побит камък.

## География
Село Побит камък се намира в планински район, в Кюстендилското Краище, по източните склонове на Милевска планина. Разположено е между 1350 и 1500 метра надморска височина. Селото е пръснато от двете страни на река Метохийска. Почвите тук са кафяви горски.

### Климат
Средната температура на въздуха през януари е -2 °C, а през юли 20 °C. Климатът е умереноконтинентален. Селото се намира в планинската климатична област. Средното количество на валежите през януари и през юли е равно на 150 мм. Градобитността е по-интензивна.

### Флора и фауна
Районът на Побит камък спада към Евросибирската фаунистична подобласт. От дърветата преобладават букът, дъбът и елата. Има и много различни видове храстова растителност. Лисицата и сърната са типични представители от животните.

## История
Няма запазени писмени данни за времето на възникване на селото. Следите от рудодобив на множество места свидетелстват, че селището е възникнало като рударско.

## Махала Царица
Царица е бивше село, присъединено към Побит камък през 1951 г.

### Легенда
Съществува легенда-предание, че бившето село Царица носи името си от времето на Елена Драгаш – майка на Константин XI Палеолог (края на XV в.). Минавайки по тези места, царица Елена спряла със свитата си да си почине и оттогава мястото и селището носят името Царица.

### Население
| година                                       | 1881 | 1893 | 1900 | 1905 | 1910 | 1920 | 1926 | 1934 | 1946 |
| население                                    | 112  | 78   | 102  | 106  | 104  | 47   | 57   | 72   | 51   |
| Източници: Национален статистически институт |      |      |      |      |      |      |      |      |      |

### Последствия от Ньойския договор
След подписването на Ньойския мирен договор през 1919 година, част от махалите на селото остават в Югославия. Днес те са част от село Божица.

## Население
| Побит камък                                  | Побит камък | Побит камък | Побит камък | Побит камък | Побит камък | Побит камък | Побит камък | Побит камък | Побит камък | Побит камък | Побит камък | Побит камък | Побит камък | Побит камък | Побит камък | Побит камък |
| -------------------------------------------- | ----------- | ----------- | ----------- | ----------- | ----------- | ----------- | ----------- | ----------- | ----------- | ----------- | ----------- | ----------- | ----------- | ----------- | ----------- | ----------- |
| година                                       | 1881        | 1893        | 1900        | 1905        | 1910        | 1920        | 1926        | 1934        | 1946        | 1956        | 1965        | 1975        | 1985        | 1992        | 2001        | 2011        |
| население                                    | 152         | 124         | 145         | 130         | 149         | 134         | 143         | 215         | 160         | 109         | 50          | 16          | 14          | 13          | 6           | 2           |
| Източници: Национален статистически институт |             |             |             |             |             |             |             |             |             |             |             |             |             |             |             |             |

### Религии
Село Побит камък принадлежи в църковно-административно отношение към Софийска епархия, архиерейско наместничество Кюстендил. Населението изповядва източното православие.

## Инфраструктура
Пътят за Побит камък е черен, отклоняващ се преди Долно Кобиле от пътя Трекляно – Средорек – Уши. Пътищата в селото също са черни. Има ток и вода.

## Администрация
Селото е разпръснат тип, образувано от 6 махали: Клинчарска, Матеинска, Филиповска, Якимова, Джорджина и Царица (бивше село, присъединено през 1951 г.). Побит камък се управлява от кмета на Трекляно.

## Културни и природни забележителности
- Оброк „Свети Илия“. Намира се в местността Побиен камик. Мястото е отбелязано с каменна плоча с трапецовидна форма с височина 1,04 м и ширина 0,42 – 0,64 м. На лицевата страна е издълбан кръст с размери 32 Х 33 см, а под него е издълбан едноредов надпис с ширина 36 см и височина на буквите – 4 см.: „ТРИЧА МАСТОРЪ“.

- Оброк „Свети Илия“-2. Намира се на около 300 метра северозападно от оброка „Свети Илия“, в местността Валог, под вековно дърво. Представлява каменна плоча с височина 0,85 м и ширина 0,49 – 0,56 м. На лицевата страна е издълбан кръст с размери 35 Х 42 см, а под него година ІРІІ.

- Пещера „Шупльи камик“.

## Личности
- Стамен Манасиев – род.1922 г. – майстор строител.
- Боне Михайлов – (1923 г. – 2009 г.) – майстор строител. Взел участие в изграждането на десетки индустриални обекти на територията на страната и в Близкия изток. Герой на Социалистическия труд.
- Асен Гонев Джокев – майстор строител. Работил в Африка, Зап. Германия. Като пенсионер намира призвание в изграждането на чешми край пътищата, кътове за отмора и пр.